# McChesneytown-Loyalhanna
McChesneytown-Loyalhanna es un lugar designado por el censo ubicado en el condado de Westmoreland en el estado estadounidense de Pensilvania. En el año 2000 tenía una población de 3,415 habitantes y una densidad poblacional de 560 personas por km².

## Geografía
McChesneytown-Loyalhanna se encuentra ubicado en las coordenadas 40°18′51″N 79°21′41″O / 40.31417, -79.36139.

## Demografía
Según la Oficina del Censo en 2000 los ingresos medios por hogar en la localidad eran de $34,018 y los ingresos medios por familia eran $40,845. Los hombres tenían unos ingresos medios de $32,292 frente a los $21,849 para las mujeres. La renta per cápita para la localidad era de $18,041. Alrededor del 7.5% de la población estaba por debajo del umbral de pobreza.